# Alicia Coutts
Alicia Jayne Coutts (Brisbane, 14 de septiembre de 1987) es una nadadora australiana y medallista olímpica.

## Biografía

### Juegos Olímpicos de 2008
Debutó en los Juegos Olímpicos de Pekín 2008 en la prueba de 200 m combinado, donde finalizó en quinta posición en la final. 

### Juegos de la Mancomunidad y Campeonato Pan-Pacífico de 2010
Dos años después disputó los Juegos de la Mancomunidad de 2010, donde ganó cinco medallas de oro. También nadó en el Campeonato Pan-Pacífico de Natación de 2010, consiguiendo otras tres medallas, dos de plata y una de bronce.

### Campeonato mundial de 2011
En 2011 llegó el Campeonato Mundial de Natación de 2011, ganando dos medallas de plata. También disputó el Campeonato de natación australiano de 2012 para posteriormente participar en los Juegos Olímpicos de Londres 2012. 

### Juegos Olímpicos de 2012
Finalmente se clasificó y nadó en las olimpiadas. Consiguió la medalla de oro en la prueba de 4 x 100 m libre con un tiempo 3:33.15, tiempo que le otorgaba el récord olímpico de la prueba. También consiguió tres medallas de plata y una de bronce. 

### Campeonato mundial de 2013
Un año después nadó en el Campeonato Mundial de Natación de 2013, ganando cinco medallas de plata. 

## Marcas personales
| Evento          | Tiempo  | Campeonato                             |
| 50 m libre      | 24.95   | Campeonato australiano de 2013         |
| 100 m libre     | 53.78   | Campeonato Mundial de Natación de 2011 |
| 200 m libre     | 1:57.72 | Campeonato australiano de 2011         |
| 100 m mariposa  | 56.85   | Juegos Olímpicos de Londres 2012       |
| 200 m combinado | 2:08:15 | Juegos Olímpicos de Londres 2012       |

| Piscina corta   | Piscina corta | Piscina corta | Piscina corta                  | Piscina corta |
| --------------- | ------------- | ------------- | ------------------------------ | ------------- |
| Evento          | Tiempo        | Récord        | Campeonato                     |               |
| 100 m libre     | 53.42         |               | Campeonato australiano de 2013 |               |
| 200 m libre     | 1:57.72       |               | Campeonato australiano de 2010 |               |
| 100 m mariposa  | 55.30         | CR            | Copa mundial de la FINA 2013   |               |
| 100 m combinado | 57.53         | CR            | Copa mundial de la FINA 2013   |               |
| 200 m combinado | 2:05.63       | CR            | Copa mundial de la FINA 2013   |               |